# هوپی ۲۹۳۸
سیارک ۲۹۳۸ (به انگلیسی: 2938 Hopi، نامگذاری:1980LB) دو هزار و نهصد و سی و هشتمین سیارک کشف شده‌است که در ۱۴ ژوئن ۱۹۸۰ کشف شد.
قدر مطلق سیارک برابر ۱۱٫۵۰ است.